# Alaşehir
Alaşehir (in greco Φιλαδέλφεια?, Filadelfia) è una città della Turchia, centro dell'omonimo distretto della provincia di Manisa.
Sorge nella vallata di Kuzuçay ai piedi del Bozdağ anticamente chiamato Tmolus.

## Storia
Venne fondata nel 189 a.C. dal re di Pergamo Eumene II, che la chiamò Philadelphia (amore fraterno) in onore di suo fratello Attalo II Filadelfo. È famosa per essere una delle sette Chiese dell'Asia citate nell'Apocalisse.
Fu conquistata, assieme alle altre città della Frigia, dal Sultano selgiuchide di Rūm Suleyman ibn Qutulmish nel 1075 o 1076, ma fu ripresa dai Bizantini nel 1098.
È assai probabile che la battaglia del 1211 tra l'Imperatore bizantino Teodoro I Lascaris e il selgiuchide Kaykhusraw I (istigato dal deposto Alessio III), in cui quest'ultimo fu ucciso, si sia svolta nelle sue vicinanze.
Fu l'ultima città bizantina dell'Asia Minore a cadere in mano dei Turchi Ottomani nel 1391. 
Durante la guerra greco-turca seguita all'occupazione di Smirne, la città venne occupata il 22 giugno 1920 dall'esercito Greco all'inizio dell'avanzata in Anatolia, e incendiata e distrutta dallo stesso il 4 Settembre 1922, durante la rotta greca seguita alla Battaglia di Dumlupınar.